# Bistum Würzburg
Das Bistum Würzburg (lateinisch Dioecesis Herbipolensis) ist eine römisch-katholische Diözese in Franken, Bayern. Es wurde 741 oder Anfang 742 gegründet und war ein bedeutender Machtfaktor des römisch-deutschen Reichs. Die Bischöfe regierten ab 1168 als Fürstbischöfe bis zur Säkularisation am 24. August 1802 das Hochstift Würzburg, ein reichsunmittelbares Territorium. 1818 wurde das Bistum wieder eingerichtet und seit 1822 gehört es zur Kirchenprovinz Bamberg.

## Geschichte

### Anfänge
Das Christentum wurde anfänglich von den Merowingern im Jahre 531 in die Region gebracht. Weitere Zeugnisse der Christianisierung findet man um 640 mit St. Gertrud in Karlburg und Neustadt am Main, um 689 mit den irischen Wandermönchen Kilian, Kolonat und Totnan in Würzburg und 704 mit Willibrord in Würzburg. Einen in den Quellen greifbaren Schub erhielt die Förderung des Christentums durch den thüringischen Herzog Hedan II. im zweiten Jahrzehnt des 8. Jahrhunderts. Das von ihm für seine Tochter Immina gegründete Kloster auf dem Würzburger Marienberg existierte nach Angaben des Hagiographen Ekkehard von Aura aus dem 12. Jahrhundert noch zur Zeit der Bistumsgründung.
Das Bistum Würzburg selbst wurde im Jahr 741 oder Anfang 742 von dem angelsächsischen Missionserzbischof Bonifatius im Zuge der kirchlichen Neugliederung des rechtsrheinischen Ostfranken geschaffen und offiziell spätestens 742, dem Jahr der Bestätigung durch den Papst Zacharias, gegründet. Erster Bischof wurde, vom fränkischen Hausmeier Karlmann auf Vorschlag Bonifatius’ ernannt, von 742 bis 753 der Angelsachse Burkard, er wurde jedoch nicht von Bonifatius zum Bischof geweiht. Zur Bistumsgründung 742 schenkte Karlmann (austrischer Hausmeier von 741 bis 747), 25 merowingische Königskirchen und das Kloster Karlburg an das Bistum Würzburg. Der Sprengel erstreckte sich damals vom Rennsteig und der Fulda im Norden bis zur Linie Lauffen-Ellwangen-Feuchtwangen-Roßtal im Süden. Die Westgrenze lag an der östlichen Seite des Mainvierecks, im Osten ging es ohne feste Begrenzung bis über die Mainquellen hinaus.
Am Ende des 8. Jahrhunderts wurde Würzburg Suffraganbistum des unter Karl dem Großen zum Erzbistum erhobenen Mainz (→ Kirchenprovinz Mainz).

Nachdem zunächst die Marienkirche auf dem Marienberg Bischofskathedrale und danach St. Andreas Konvent der Domgeistlichen gewesen war (bald darauf nach dem ersten Bischof St. Burkard genannt), zogen Bischof und Domkapitel auf die rechte Mainseite in die Nähe des im 8. Jahrhundert entstehenden Doms.

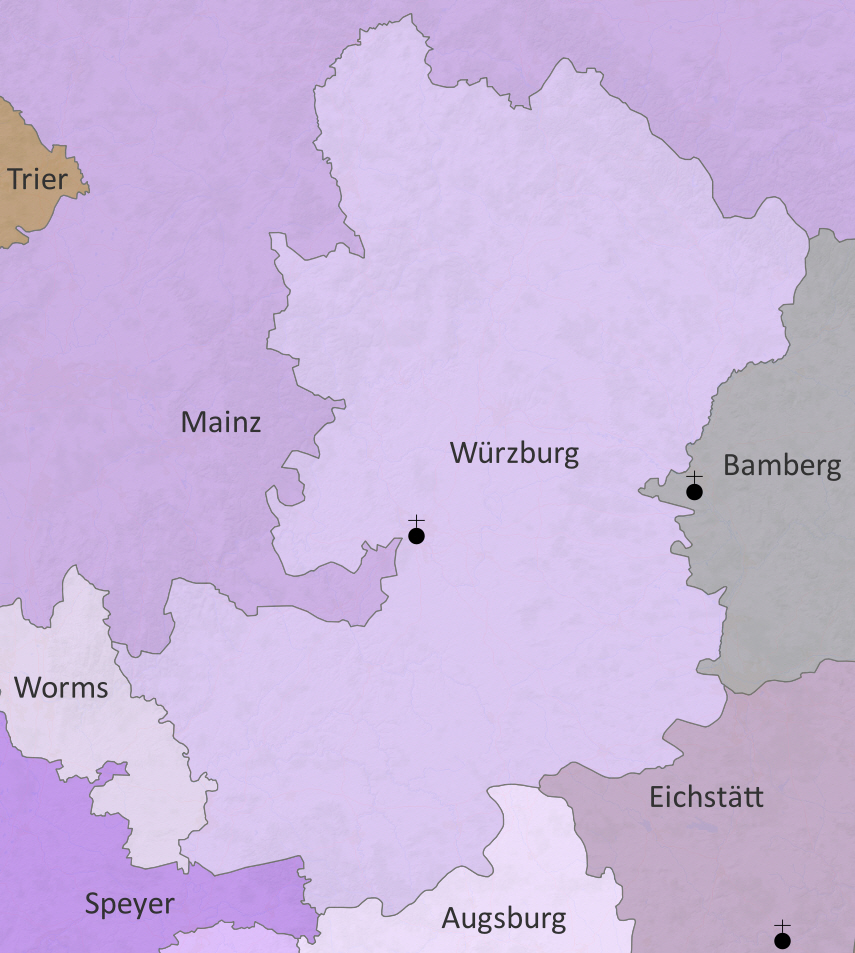
Bistum Würzburg um 1500

### Das zweite Jahrtausend

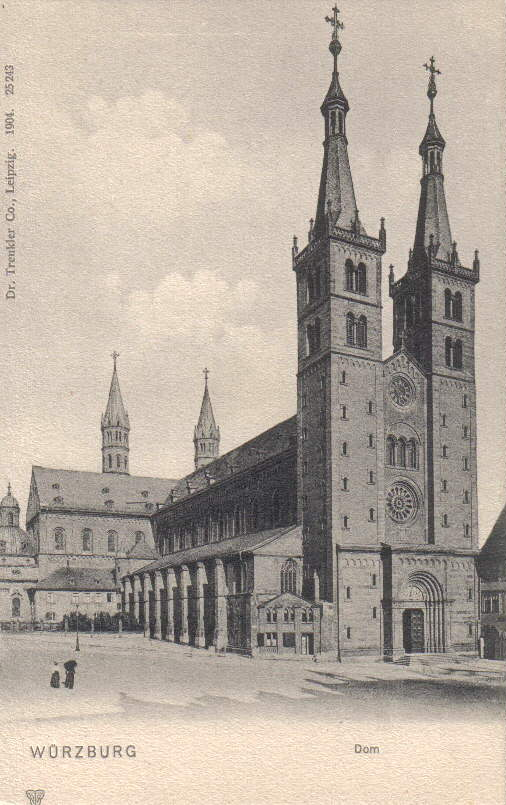
Würzburger Dom (1904)

Im Jahre 1007 erwirkte König Heinrich II. die Bildung des neuen Bistums Bamberg im Wesentlichen aus Teilen des Bistums Würzburg.
Ende des 12. Jahrhunderts erreichte Würzburg eine weitgehende Unabhängigkeit von den Stiftsvögten, vor allem der Grafen von Henneberg. Durch ein Privileg Kaiser Friedrich Barbarossas wurden die Bischöfe von Würzburg zu Herzogen (spätere Titulatur: Herzöge von Franken). Würzburg entwickelte sich zu einem bedeutenden Fürstbistum.
Mitte des 13. bis Mitte des 15. Jahrhunderts kam es zu einer drückenden Verschuldung des Hochstifts, so dass sogar 1441 dessen Abtretung an den Deutschen Orden erwogen wurde. Der Einfluss des sich aus der Ritterschaft rekrutierenden Domkapitels stieg.
Nach dem Dreißigjährigen Krieg errichteten die Fürstbischöfe zahlreiche Barockbauten, so die Würzburger Residenz. Nach der Säkularisation durch den Reichsdeputationshauptschluss im Jahre 1803 wurde das Bistum der Kirchenprovinz Bamberg angeschlossen. Am 23. Februar 1803 kam das Bistum Würzburg an den Kurfürsten von Bayern.
Im Bereich der Bistümer Würzburg und Bamberg hatte es vom 17. bis 18. Jahrhundert zahlreiche Hexenprozesse gegeben.
Würzburgs und Bambergs letzter Fürstbischof war Georg Karl von Fechenbach. Die Organisation des Bistums Würzburg übernahmen zunächst der Weihbischof Gregor Zirkel, die Generalvikare Johann Franz Schenk Freiherr von Stauffenberg (1734–1813) als Kapitularvikar und nach dessen Tod 1813 Joseph Fichtl (1740–1824) als Provikar.
Die Aschaffenburger Gebiete kamen 1814 vom alten Erzbistum Mainz zum Bistum Würzburg. Dafür fielen in diesem Zusammenhang einige Gebiete des Bistums Würzburg an westlich und südlich davon gelegene Bistümer.
Nach dem 1817 erfolgten und ab 1821 umgesetzten Konkordat zwischen dem Heiligen Stuhl und dem Königreich Bayern verblieb vom alten adeligen Domkapitel nur Franz Anton von Reinach (1755–1830) als Dompropst. Zu den bedeutendsten neuen Domkapitularen aus dem bürgerlichen Diözesanklerus gehörte der Theologe und Pädagoge Franz Oberthür.

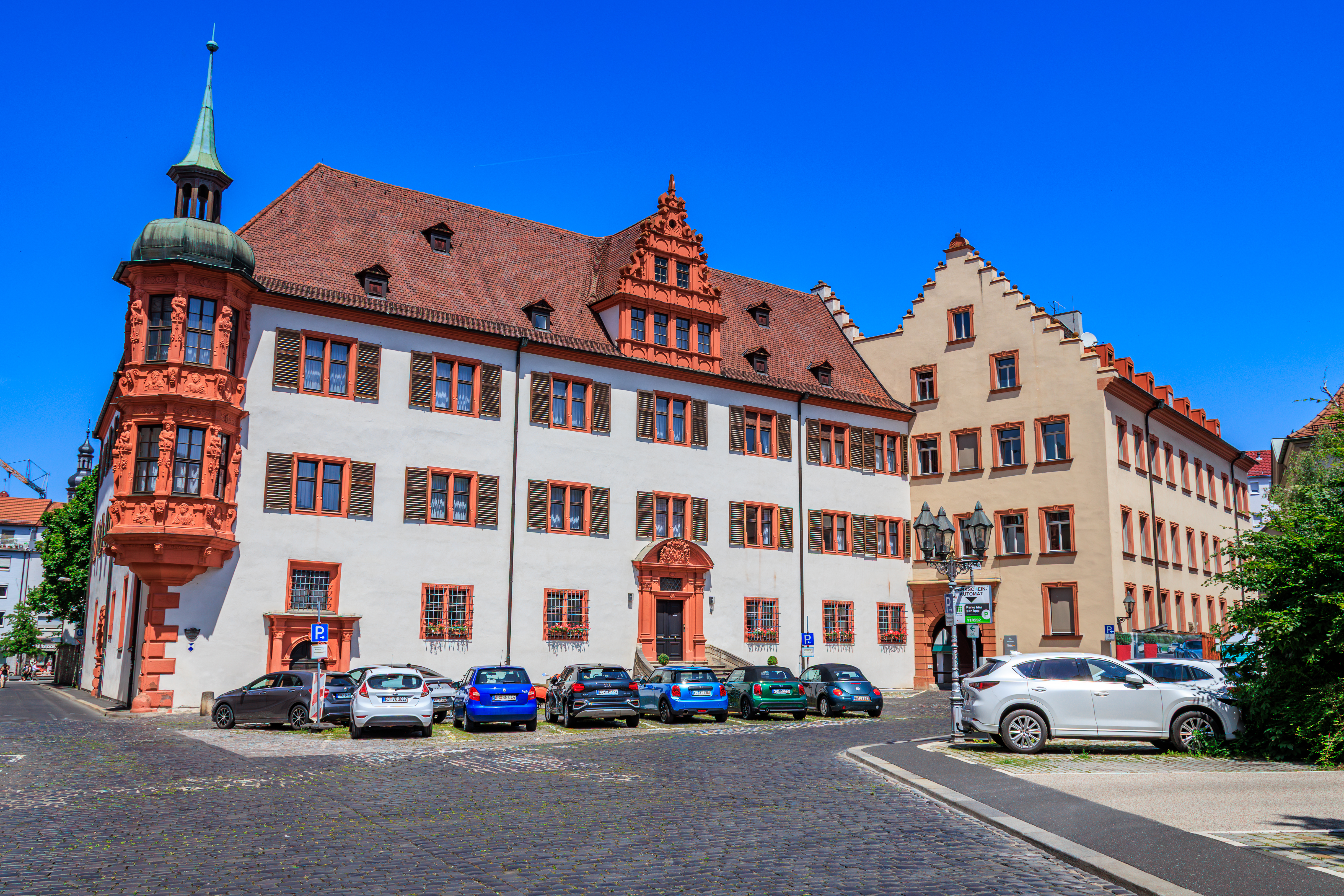
Bischöfliches Palais, ehemaliger Hof Conti, 2025 (der ehemalige Westflügel wurde zugunsten der Herrnstraße entfernt)

Als Bischöfliches Palais wurde Adam Friedrich Groß zu Trockau 1818 der ehemalige, von 1588 bis 1609 bestehende Domherrenhof Conti (Curia Conti) in der Herrnstraße (Kardinal-Döpfner-Platz 4) angewiesen.
Spätestens 1826 wechselte das Gebiet des Herzogtums Sachsen-Coburg, vermutlich zusammen mit dem Banzgau und Teilen des Rodachtals, zum Bistum Bamberg.
Ebenfalls zur neuen, nicht dem Adel entstammenden Generation kirchlicher Würdenträger gehörte der 1840 als Bischof eingesetzte Theologieprofessor Georg Anton Stahl, der Würzburg zu einem Zentrum „Römischer Theologie“ machte.
1843 fand die 1100-Jahr-Feier der Bistumsgründung wegen einer Missernte mit einem Jahr Verspätung statt.
Vom 23. Oktober bis 16. November 1848 fand in Würzburg (in den Räumen des Priesterseminars und im Franziskanerkloster) die erste Deutsche Bischofskonferenz statt.

### Die Zeit nach dem Zweiten Weltkrieg

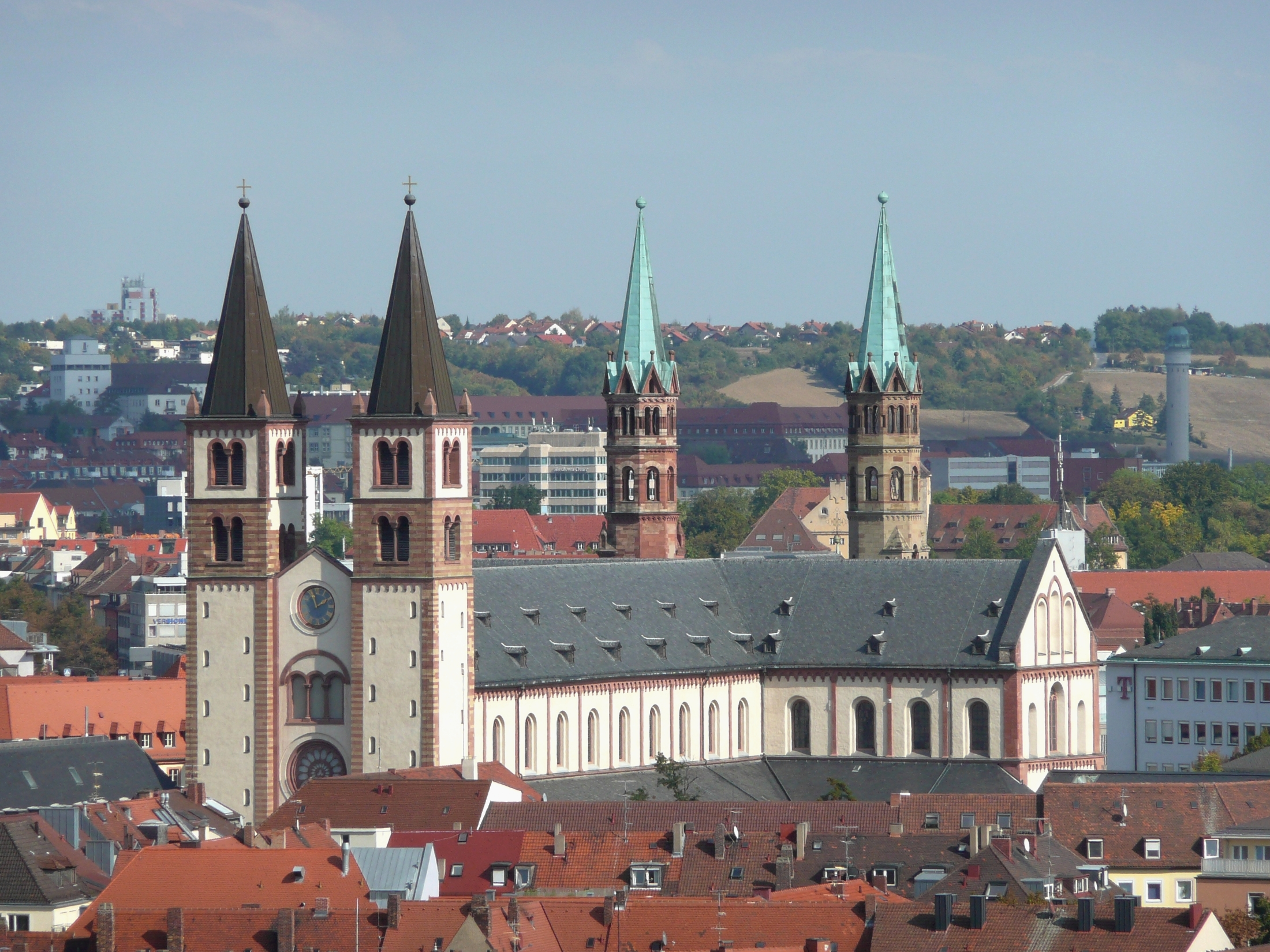
Würzburger St.-Kilians-Dom

Das Ende des Zweiten Weltkrieges bedeutete neben der Teilung Deutschlands auch die Teilung einiger Bistümer, deren Wirkungsbereich sich auch auf Gebiete der neu entstandenen DDR erstreckte. Betroffen war auch die Würzburger Diözese, deren Dekanate Meiningen und Saalfeld in der DDR lagen und bis 1973 offiziell und bis 1994 rechtlich zum Bistum Würzburg gehörten. Der letzte bischöfliche Kommissar des Bischofs von Würzburg in Meiningen war Karl Ebert. Im Jahre 1973 wurden auf päpstliches Dekret die in der DDR gelegenen Teile der Bistümer Fulda und Würzburg zum Bischöflichen Amt Erfurt-Meiningen mit Sitz in Erfurt zusammengeschlossen. Dieses Bischöfliche Amt wurde im Jahre 1994 zum Bistum Erfurt erhoben. Eine Besonderheit ist in diesem Zusammenhang die Kuratie Ostheim vor der Rhön, die kirchenrechtlich als ehemalige Exklave des Großherzogtums Sachsen-Weimar-Eisenach zum Bistum Fulda gehört, aber seit 1945 von der Diözese Würzburg seelsorgerisch betreut wird.
Nach der Zerstörung des Doms war bis zu seiner erneuten Weihe im Jahre 1967 die Stiftskirche Neumünster Bischofskirche des Bistums Würzburg. Im bereits zuvor wiederhergestellten bischöflichen Palais, dem ehemaligen Domherrenhof Conti, konnte der Bischof Josef Stangl 1961 seinen Wohnsitz beziehen.
Von 1971 bis 1975 fand im St.-Kilians-Dom die Würzburger Synode statt.
Seit 1989 besteht eine Diözesanpartnerschaft zum tansanischen Bistum Mbinga. Am 2. Dezember 2012 wurde eine weitere mit der Diözese Óbidos in Brasilien geschlossen.
Von 1979 bis 2003 wirkte der Hochschullehrer Paul-Werner Scheele als Bischof. Nachdem sein Rücktrittsgesuch am 14. Juli 2003 angenommen worden war, leitete in der folgenden fast einjährigen Vakanz der Würzburger Dompropst und Weihbischof Helmut Bauer administrativ die Diözese, bis der Kunsthistoriker und Kölner Weihbischof Friedhelm Hofmann 2004 zum 88. Bischof von Würzburg ernannt wurde. Nachdem am 18. September 2017 das Rücktrittsgesuch von Friedhelm Hofmann angenommen wurde, leitete der Weihbischof Ulrich Boom das Bistum während der Vakanz. Am 16. Februar 2018 wurde Franz Jung durch den Papst Franziskus zum 89. Bischof von Würzburg ernannt und am 10. Juni desselben Jahres geweiht.

## Bistumspatrone
Patron des Bistums Würzburg ist der heilige Kilian. Seine Weggefährten Kolonat und Totnan sind Mitpatrone des Bistums. Auch der hl. Burkard wird als erster Bischof als Diözesanpatron verehrt. 

## Diözesankalender
Im Bistum Würzburg wird der Regionalkalender für das deutsche Sprachgebiet um die folgenden Eigenfeiern ergänzt, dabei wird im Direktorium zwischen dem „Diözesankalender“ und dem „Proprium Herbipolense“ („Würzburger Eigenfeiern“) unterscheiden (dahinter jeweils der Rang, die liturgische Farbe und die kalendarische Zuordnung);
Abkürzungen: H = Hochfest, F = Fest, G = Gebotener Gedenktag, g = Nicht gebotener Gedenktag, DK = Diözesankalender, PH = Proprium Herbipolense

- 05. Januar: Hl. Johannes Nepomuk Neumann, Bischof, Glaubensbote – g – weiß – PH
- 29. Januar: Hl. Aquilinus, Priester und Märtyrer – G – rot – PH
- 02. März: Sel. Engelmar (Hubert) Unzeitig, Ordenspriester, Märtyrer – g – rot – PH
- 01. Mai: Maria, Schutzfrau Bayerns – H – weiß – PH
- 27. Mai: Hl. Bruno, Bischof von Würzburg – G – weiß – PH
- 05. Juni: Hl. Bonifatius, Bischof, Glaubensbote in Deutschland, Märtyrer – F – rot – DK
- 08. Juli: Frankenapostel Kilian, Kolonat und Totnan, Märtyrer, Diözesanpatrone – H – rot – PH
- 15. Juli: Hl. Gumbert, Glaubensbote, Altbischof – g – weiß – PH
- 19. August: Sel. Georg Häfner, Pfarrer von Oberschwarzach, Märtyrer – g – rot – PH
- 28. September: Hl. Thekla und Hl. Lioba, Äbtissinnen zu Kitzingen und Tauberbischofsheim – g – weiß – PH
- 06. Oktober: Hl. Adalbero, Bischof von Würzburg – G – weiß – PH
- 06. Oktober: Hl. Burkhard, Erster Bischof von Würzburg – F – weiß – PH
- 24. Oktober: Jahrestag der Weihe des Würzburger Domes – im Dom H, im restlichen Bistum F – weiß – PH
- 03. November: Sel. Rupert Mayer, Priester, Bekenner – g – weiß – PH
- 10. November: Weihetag der Kirchen, die ihren eigentlichen Weihetag nicht kennen – H – weiß – PH
- 04. Dezember: Sel. Adolph Kolping, Priester – g – weiß – DK
- 09. Dezember: Sel. Liborius Wagner, Pfarrer von Altenmünster, Märtyrer – G – rot – PH

## Stiftsvögte bzw. Burggrafen von Würzburg
Burggrafen von Würzburg aus der Familie der fränkischen Babenberger waren:
- Godebold I.; † nach 1100, 1057 Burggraf von Würzburg, Bruder des Grafen Poppo I. von Henneberg
- Godebold II.; † 1144, Burggraf von Würzburg, Sohn Godebolds I.,
- Berthold; † 1157, Burggraf von Würzburg, Sohn Godebolds II., Bruder des Grafen Poppo II. von Henneberg und des Bischofs Gebhard († 1159), Stammvater der weiteren Grafen von Henneberg

## Dekanate
1905 war bereits das Dekanat Stadtschwarzach aufgelöst worden, so dass insgesamt 24 Dekanate bestanden. Im Jahr 1955 wurde das Dekanat Dettelbach aufgelöst, 1975 folgte das Dekanat Volkach. Beide wurden größtenteils in das Dekanat Kitzingen integriert. Bis 2010 bestand außerdem das Dekanat Ebern, welches dann in das Dekanat Haßberge eingegliedert wurde, sowie das Dekanat Rhön-Grabfeld, welches seit 2011 zum Dekanat Bad Neustadt gehört.

### 2010–2021
- Alzenau
- Aschaffenburg-Stadt
- Aschaffenburg-Ost
- Aschaffenburg-West
- Bad Kissingen
- Bad Neustadt
- Hammelburg
- Haßberge
- Karlstadt
- Kitzingen
- Lohr
- Miltenberg
- Obernburg
- Ochsenfurt
- Schweinfurt-Stadt
- Schweinfurt-Nord
- Schweinfurt-Süd
- Würzburg-Stadt
- Würzburg links des Mains
- Würzburg rechts des Mains

### Ab 1. Oktober 2021
Zum 1. Oktober 2021 wurde die Zahl der Dekanate durch Zusammenlegung bisheriger Dekanate auf neun verringert.
- Dekanat Aschaffenburg (aus Aschaffenburg-Stadt, Aschaffenburg-Ost, Aschaffenburg-West und Alzenau)
- Dekanat Bad Kissingen (aus Bad Kissingen und Hammelburg)
- Dekanat Haßberge
- Dekanat Kitzingen
- Dekanat Main-Spessart (aus Lohr und Karlstadt)
- Dekanat Miltenberg (aus Miltenberg und Obernburg)
- Dekanat Rhön-Grabfeld (bisher: Bad Neustadt)
- Dekanat Schweinfurt (aus Schweinfurt-Stadt, Schweinfurt-Nord und Schweinfurt-Süd)
- Dekanat Würzburg (aus Würzburg-Stadt, Würzburg-rechts des Mains, Würzburg-links des Mains und Ochsenfurt)

## Kirchenschließungen
Im Bistum Würzburg wurden in den letzten Jahren einige Kirchen aufgegeben.